# Juan Ignacio Molina
Pour les articles homonymes, voir Molina.
Le père Juan Ignacio ou Giovanni Ignazio Molina ou Abate Molina (né le 24 juin 1740 à Guaraculén, commune de Villa Alegre, Province de Linares, dans la région du Maule, au Chili et mort le 12 septembre 1829  à Imola, Italie) est un prêtre jésuite et un naturaliste hispano-chilien.

## Biographie
Juan Ignacio Molina suit sa scolarité à Talca et au collège jésuite de Concepción.
Il est forcé de quitter le Chili en 1768 quand les jésuites sont expulsés de l'empire espagnol. Il s'installe à Bologne et devient professeur d'histoire naturelle.
Il écrit Saggio sulla Storia Naturale del Chile en 1782 (traduit en français en 1789), qui est la première étude d'histoire naturelle sur le Chili.
C'est en son honneur que fut nommé Le goyavier du Chili (Ugni molinae)

## Liste partielle des publications
- Compendio della storia geografica, naturale, e civili del regno del Chile (1776).
- Ensayo sobre la historia natural de Chile (1782).
- Ensayo sobre la historia civil de Chile (1787).